# 小禄駅
小禄駅（おろくえき）は、沖縄県那覇市田原三丁目にある、沖縄都市モノレール線（ゆいレール）の駅である。駅番号は3。
沖縄都市モノレール線計画当時の仮称は「田原（たばる）駅」であった。

## 歴史
- 2003年（平成15年）8月10日：那覇空港駅 - 首里駅間開業と同時に開業[1][2]。
- 2014年（平成26年）10月20日：ICカード「OKICA」の利用が可能となる[3][4]。
- 2020年（令和2年）3月10日：ICカード「Suica」の利用が可能となる[5][6][7]。

## 駅構造
島式ホーム1面2線を有する高架駅である。エスカレータ・エレベーターの設備がある。イオン那覇ショッピングセンターとの連絡通路がある。
駅到着時の車内チャイムは、沖縄民謡「小禄豊見城（うるくとぅみぐしく）」を編曲したものが流れる。

### のりば
| 番線 | 路線                  | 方向 | 行先           |
| ---- | --------------------- | ---- | -------------- |
| 1    | ■沖縄都市モノレール線 | 下り | てだこ浦西方面 |
| 2    | ■沖縄都市モノレール線 | 上り | 那覇空港方面   |

### 駅設備
- コインロッカー - 改札内に設置。
- ATM - 改札内
- 公衆電話 - 改札外に設置。
- 自動販売機
- トイレ - 改札内に設置。
- 駐輪場

## 駅弁
2024年（令和6年）6月6日から、毎月6のつく日に那覇市金城のもみじ弁当が駅弁「ゆいレール小禄駅前 うちなー弁当」の販売を開始した。

## 利用状況
2022年度の1日平均乗車人員は3,102人である。
開業後の1日平均乗降人員および乗車人員の推移は下記の通り。
| 年度               | 1日平均 乗降人員 | 1日平均 乗車人員 | 出典     |
| ------------------ | ---------------- | ---------------- | -------- |
| 2003年（平成15年） | 6,213            | 3,050            | [ * 1 ]  |
| 2004年（平成16年） | 5,612            | 2,739            | [ * 2 ]  |
| 2005年（平成17年） | 6,031            | 2,933            | [ * 3 ]  |
| 2006年（平成18年） | 6,419            | 3,103            | [ * 4 ]  |
| 2007年（平成19年） | 6,611            | 3,166            | [ * 5 ]  |
| 2008年（平成20年） | 6,570            | 3,137            | [ * 6 ]  |
| 2009年（平成21年） | 6,182            | 3,019            | [ * 7 ]  |
| 2010年（平成22年） | 6,290            | 3,064            | [ * 8 ]  |
| 2011年（平成23年） | 6,405            | 3,119            | [ * 9 ]  |
| 2012年（平成24年） | 6,351            | 3,066            | [ * 10 ] |
| 2013年（平成25年） | 6,610            | 3,213            | [ * 11 ] |
| 2014年（平成26年） | 6,690            | 3,262            | [ * 12 ] |
| 2015年（平成27年） | 7,013            | 3,391            | [ * 13 ] |
| 2016年（平成28年） | 7,247            | 3,511            | [ * 14 ] |
| 2017年（平成29年） | 7,582            | 3,689            | [ * 15 ] |
| 2018年（平成30年） |                  | 3,775            | [ * 16 ] |
| 2019年（令和元年） | 7,707            | 3,754            |          |
| 2020年（令和02年） | 2,654            | 2,258            |          |
| 2021年（令和03年） |                  | 2,391            |          |
| 2022年（令和04年） |                  | 3,102            |          |

## 駅周辺
駅南側には小禄市営団地がある。
- 那覇市総合福祉センター
- 那覇市立金城小学校
- 那覇市立金城中学校
- 沖縄県立那覇西高等学校
- 琉球銀行金城支店
- 小禄金城郵便局

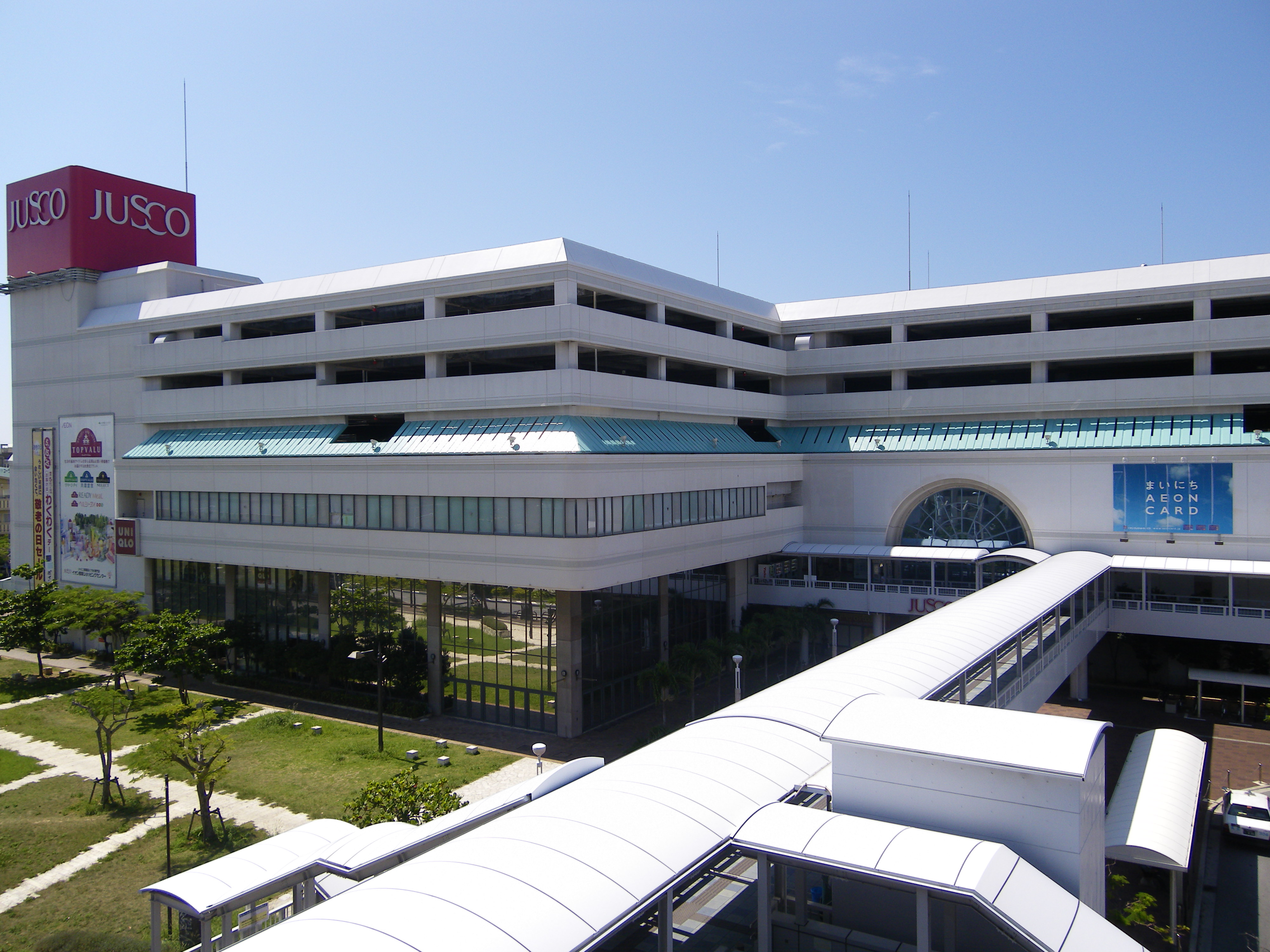
連絡通路で直結しているイオン那覇ショッピングセンター(写真はジャスコ時代。現在は看板が白色になっている)

- イオン那覇ショッピングセンター - 駅直結
- ダイコクドラッグ小禄駅前店
- ヤングおおはら田原店
- チャビラホテル那覇
- ワイズイン 那覇小禄駅前

## バス路線
小禄駅前バス停
17番・石嶺線　（那覇バス）
27番・屋慶名線（豊見城営業所発着）　（沖縄バス）
32番・コンベンションセンター線（豊見城営業所発着）　（沖縄バス）
39番・南城線（豊見城営業所発着）　（沖縄バス）
43番・北谷線（豊見城営業所発着）　（沖縄バス）
56番・浦添線　（琉球バス交通）
87番・赤嶺てだこ線　（沖縄バス）
89番・糸満（高良）線　（琉球バス交通・沖縄バス）
256番・浦添てだこ線　（琉球バス交通）

## 隣の駅
沖縄都市モノレール
■沖縄都市モノレール線（ゆいレール）
赤嶺駅 (2) - 小禄駅 (3) - 奥武山公園駅 (4)

### 記事本文

### 利用状況
1. ↑  沖縄県統計年鑑 - 沖縄県
2. ↑  那覇市統計書 - 那覇市

那覇市統計書
1. ↑  第44回那覇市統計書（平成16年版） (PDF)  - 167ページ
2. ↑  第45回那覇市統計書（平成17年版） (PDF)  - 167ページ
3. ↑  第46回那覇市統計書（平成18年版） (PDF)  - 169ページ
4. ↑  第47回那覇市統計書（平成19年版） (PDF)  - 169ページ
5. ↑  第48回那覇市統計書（平成20年版） (PDF)  - 169ページ
6. ↑  第49回那覇市統計書（平成21年版） (PDF)  - 169ページ
7. ↑  第50回那覇市統計書（平成22年版） (PDF)  - 169ページ
8. ↑  第51回那覇市統計書（平成23年版） (PDF)  - 167ページ
9. ↑  第52回那覇市統計書（平成24年版） (PDF)  - 167ページ
10. ↑  第53回那覇市統計書（平成25年版） (PDF)  - 167ページ
11. ↑  第54回那覇市統計書（平成26年版） (PDF)  - 165ページ
12. ↑  第55回那覇市統計書（平成27年版） (PDF)  - 165ページ
13. ↑  第56回那覇市統計書（平成28年版） (PDF)  - 165ページ
14. ↑  第57回那覇市統計書（平成29年版） (PDF)  - 165ページ
15. ↑  第58回那覇市統計書（平成30年版） (PDF)  - 165ページ
16. ↑  第59回那覇市統計書（令和元年版） (PDF)  - 165ページ